# Scandalo al sole
Scandalo al sole (A Summer Place) è un film del 1959 diretto da Delmer Daves.
È tratto dal best seller scritto da Sloan Wilson nel 1958 ed è ricordato anche per la celebre colonna sonora composta da Max Steiner.

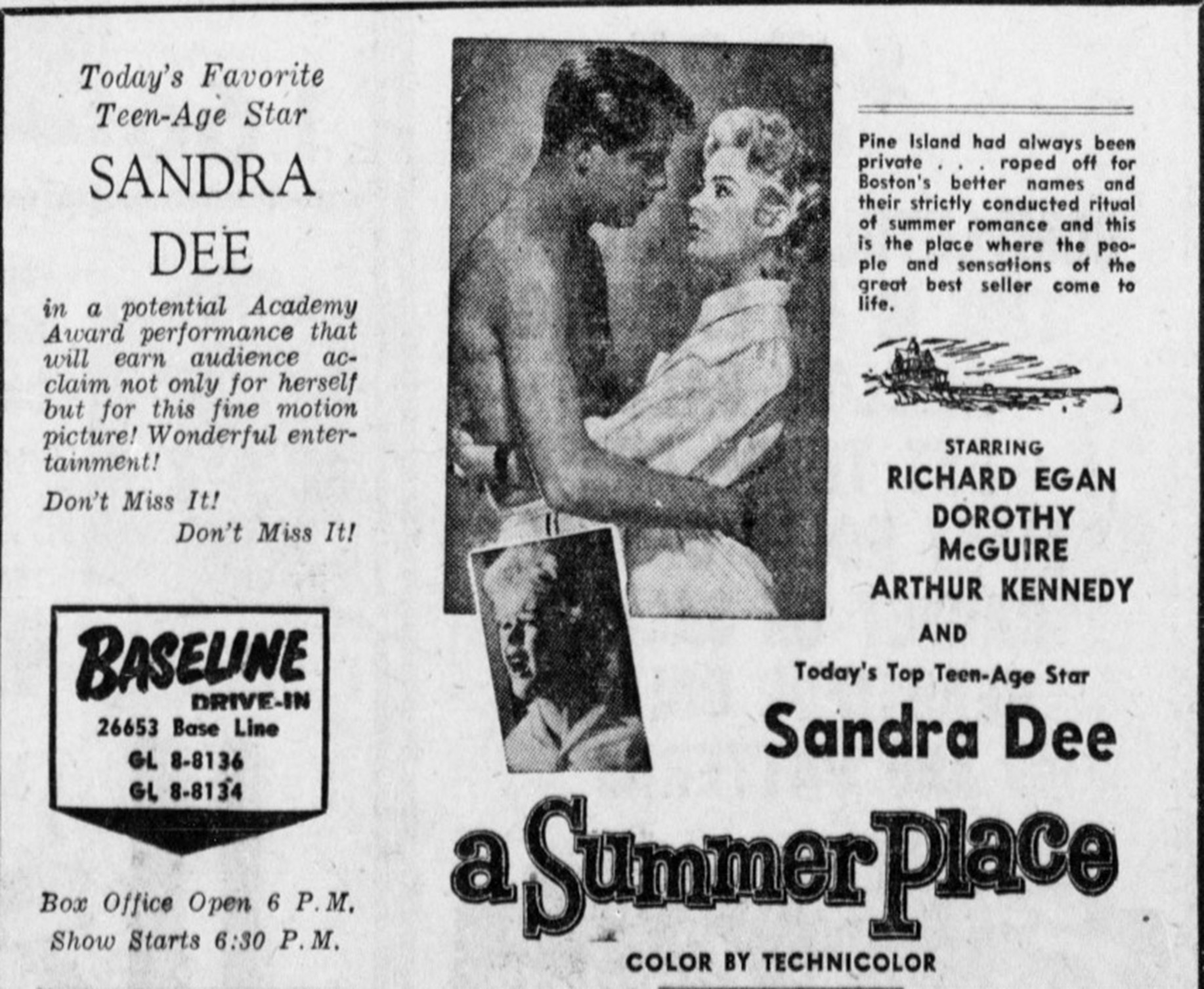
Locandina pubblicitaria statunitense del 1959

## Trama
Bart Hunter con la moglie Sylvia e il figlio adolescente Johnny gestiscono una locanda a Pine Island, al largo della costa del Maine. La locanda era in precedenza l'elegante residenza di famiglia di Bart ma poiché le fortune della sua famiglia sono diminuite, gli Hunter sono costretti ad affittare stanze a ospiti paganti. Bart riceve una richiesta di prenotazione da un vecchio conoscente, Ken Jorgenson che vent'anni prima era un semplice bagnino sull'isola, ma ora è un ricco uomo d'affari. Ken vuole portare sua moglie Helen e sua figlia Molly sull'isola per l'estate.
Helen e Ken hanno un matrimonio infelice, dormono in camere separate e litigano spesso, anche sull'educazione della figlia. Helen cerca, senza successo, di impressionare gli abitanti dell'alta società dell'isola, mentre Ken non è interessato ed è felice di parlare con persone più anziane che lo ricordano da giovane quando lavorava come bagnino.
Ken e Sylvia erano innamorati vent'anni prima e presto diventa evidente che si amano ancora e che Ken è tornato a Pine Island nella speranza di rivederla. Si erano lasciati perché lui era uno studente universitario povero mentre Bart era figlio di una famiglia ricca e benestante, così Sylvia lo sposò e Ken sposò Helen. Entrambi i matrimoni furono infelici, ma Ken e Sylvia vi rimasero per amore dei rispettivi figli, Molly e Johnny, tra i quali nel frattempo sboccia l'amore. Ken e Sylvia si ritrovano di nuovo attratti l'uno dall'altra e iniziano a incontrarsi segretamente ogni notte. Vengono però individuati dal guardiano notturno dell'isola, che informa Helen, la quale inizialmente tace, su consiglio della madre, progettando di coglierli in flagrante per assicurarsi un lauto risarcimento per il divorzio.
Ken parte per un viaggio d'affari nel fine settimana, durante il quale Molly e Johnny vanno in barca a vela intorno all'isola. La loro barca si capovolge per il mare agitato, bloccandoli sulla spiaggia per la notte. La Guardia Costiera li salva il giorno dopo ma Helen sospetta che i ragazzi abbiano fatto sesso sebbene lo neghino. Helen fa visitare con la forza Molly, scoprendo che è ancora vergine, ma la ragazza, inorridita, scappa e Johnny minaccia di uccidere Helen se le farà di nuovo del male, ma questa contatta le forze dell'ordine e poi, in un impeto di rabbia, rivela la relazione tra Sylvia e Ken davanti a tutti.
Gli Hunter e i Jorgenson affrontano un aspro divorzio pubblico e i ragazzi vengono mandati in collegi di stati diversi. Molly e Johnny sono arrabbiati con Ken e Sylvia e smettono di parlargli, diventando sempre più dipendenti l'uno dall'altra per il sostegno emotivo, nonostante le continue interferenze e critiche di Helen sulla morale di Molly.
Ken e Sylvia alla fine si sposano e si trasferiscono in una nuova casa sulla spiaggia. Convincono Molly e Johnny a far loro visita, cosa che darà loro la possibilità di stare insieme lontano da Helen. Durante la loro visita, i due ragazzi hanno un rapporto sessuale su cui Ken e Sylvia, pur sospettandolo, ritengono di non dover intervenire alla luce del loro passato. Poco tempo dopo, Molly scopre di essere incinta e scappa con Johnny, progettando di sposarsi. Chiedono la benedizione di Bart, ma lui cerca di dissuaderli dal matrimonio, chiamando invece Helen per raccontarle l'accaduto. Il giudice di pace locale sospetta che non siano ancora maggiorenni e gli nega il matrimonio. Disperati, Molly e Johnny vanno a casa di Ken e Sylvia, che li sostengono. Alla fine, Johnny e Molly, appena sposati, tornano a Pine Island per la luna di miele e per gestire la locanda.

## Produzione
Prodotto dallo stesso regista, che ne firma anche la sceneggiatura, il film fu girato a Pacific Grove e nei dintorni della penisola di Monterey, in California tra febbraio e aprile 1959, appena quattro mesi dopo la pubblicazione del libro di Wilson (omonimo nella versione originale: A summer place, cioè Un luogo estivo).
Poiché durante le riprese Sandra Dee aveva solo 16 anni, gli orari di lavorazione dovevano essere ridotti.
Il film viene ricordato anche per la colonna sonora, in particolare il successo strumentale del 1960 " Theme from A Summer Place ", composto da Max Steiner, fu usato nel film come tema musicale secondario (non come tema principale) per le scene con Molly e Johnny. La versione usata nel film fu registrata da Hugo Winterhalter. Fu poi arrangiata e registrata da Percy Faith ed eseguita dalla sua orchestra. Nel 1960, questa versione raggiunse il primo posto nella classifica Billboard Hot 100 per nove settimane consecutive, un record per quell'epoca. Il tema è stato ripreso in versioni strumentali o vocali da numerosi altri artisti, tra cui The Lettermen, Andy Williams, The Chordettes, Cliff Richard e The Ventures, ed è stato utilizzato in molti altri film e programmi televisivi.

## Uscita
Distribuito dalla Warner Bros., ebbe la “prima” a New York il 22 ottobre 1959, un anno giusto dall’uscita del romanzo, e un mese dopo uscì nel resto degli Stati Uniti.
L’effetto traino del film sul libro fu immediato e imponente: l’originale e le varie traduzioni (in Italia di Bruno Oddera per gli Oscar Mondadori) portarono le vendite a superare i quattro milioni di copie in tutto il mondo.

## Edizione italiana
In Italia il film è uscito nel febbraio 1960, non contestualmente in tutte le città, come normale all’epoca (per esempio a Torino il 3 marzo, e a Milano a fine aprile), e viene periodicamente trasmesso da canali televisivi, sia pubblici (Rete 3 mercoledì 11 marzo 1981, rassegna Un film da rivedere, con dibattito), sia privati.